# آکرواوده

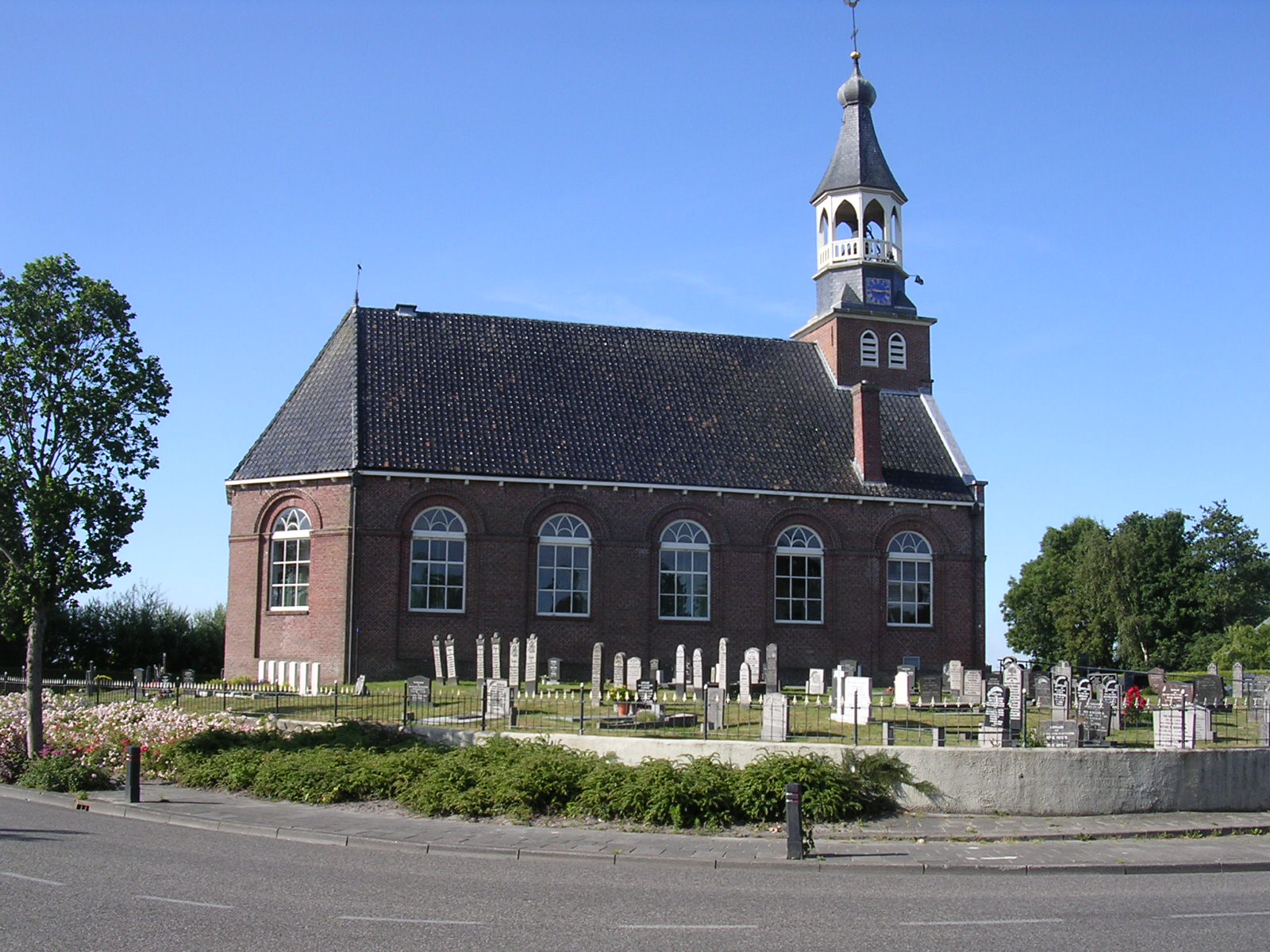
تصویری از کلیسای آکِر وود و آرامستانش

اکروود (به هلندی: Akkerwoude) یک منطقهٔ مسکونی در هلند است که در Dantumadiel واقع شده‌است.